# Itatiaia (Río de Janeiro)
Itatiaia es un municipio brasileño del Estado de Río de Janeiro. Se localiza a una latitud 22º29'29" sur y a una longitud 44º33'33" oeste. Su población estimada en 2008 era de 34.595 habitantes. Se encuentra en el límite de los estados del Río de Janeiro y Minas Gerais, en la Sierra de la Mantiqueira.
La temperatura media anual varia entre 15 y 27 grados Celsius, pudiendo llegar a 5 grados Celsius en el invierno. La altitud mínima de Itatiaia es de 505 metros, no obstante alcanza 2.291 metros cerca del Pico de las Agulhas Negras, que forma parte del Parque nacional de Itatiaia. 
Posee un área de 225,54 km² subdividida en dos distritos: Itatiaia (sede) y Penedo, que genera gran parte del salario del municipio, debido al turismo.